# Robert Fate Bealmear

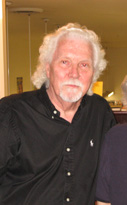
Robert Fate (2008)

Robert Fate Bealmear, auch Robert Fate (* 1935 in Oklahoma City, Oklahoma), ist ein US-amerikanischer Schriftsteller und Erfinder, der in seinem Heimatland vor allem für die Mystery-Kriminalromanreihe Baby Shark bekannt ist. Fate-Bealmear wurde mit einem Technical Achievement Award, einem Oscar für technische Verdienste, ausgezeichnet.

## Biografie
Fate Bealmear trat nach seinem Abschluss der High School dem US-Marine Corps bei. Aufgrund des G. I. Bill, einem Bundesgesetz der Vereinigten Staaten aus dem Jahr 1944, das unter anderem jedem Kriegsteilnehmer Universitätszugang ermöglicht, besuchte Fate Bealmear auch Universitäten in den USA (Kalifornien und Oklahoma) sowie in Griechenland und Frankreich, einschließlich der Sorbonne in Paris. Bereits in dieser Zeit schrieb er Kurzgeschichten, Gedichte, Zeitschriftenartikel, Theaterstücke und Drehbücher.
Bevor Fate Bealmear als Schriftsteller unter dem Namen Robert Fate erfolgreich war, arbeitete er in verschiedenen Bereichen und war ebenso wie Jonathan Erland bei Apogee Incorporated beschäftigt. Zuvor arbeitete er sowohl auf einem Ölfeld als auch als Kameramann fürs Fernsehen in Oklahoma sowie als Model in New York, aber auch als Koch in einem Restaurant in Los Angeles sowie als FX-Techniker in Hollywood. Mit Erland gemeinsam entwickelte er ein innovatives Design für Projektionswände und eine verbesserte Methode zu deren Herstellung („For the engineering and development of a 4-channel, stereophonic, decoding system for optical motion picture sound track reproduction“). Dafür wurden beide 1985 mit einem Technical Achievement Award ausgezeichnet.
Ein großer Erfolg als Schriftsteller bescherte Fate schließlich sein hochgelobter erster Roman Baby Shark aus dem eine Reihe entstand. Darin erzählt er die Geschichte von Kristin „Baby“ VanDijk, der Teenager-Tochter eines Pool-Hustlers, deren Leben sich dramatisch ändert, als Mitglieder eine Motorradbande sie vergewaltigen und schlagen und auch noch ihren Vater ermorden. Der Kritiker Kevin R. Tupple bestätigte Fate, dass sein erstes Werk ein kraftvoller, oft gewalttätiger Roman sei, dem dem Medienrummel tatsächlich gerecht werde.
Fate-Bealmear ist verheiratet mit Farn Mador Bealmear, einer Keramikkünstlerin. Das Paar hat eine Tochter Jennifer Marie Bealmear. Fate Bealmear ist Mitglied der Writers Guild of America – West, Mystery Writers of America, Sisters in Crime (Los Angeles and National Chapters), International Association of Crime Writers (North American Branch).

## Filmografie (Auswahl)
- 1983: I’m Going to Be Famous (Produktionsleiter als Robert Bealmear)
- 1984: The Census Taker (Produzent als Robert Bealmear)
- 2005: Serenity: Flucht in neue Welten (Model Shop Coordinator: Grant McCune Design als Robert Bealmear)

## Bibliografie (Auswahl)
- Baby Shark (2006) ISBN  0-9776276-9-1
- Baby Sharks Beaumont Blues (2007) ISBN 0-9776276-2-4
- Baby Shark’s High Plains Redemption (2008) ISBN 0-9799960-2-3
- Baby Shark’s Jugglers at the Border (2009) ISBN 978-0-9799960-5-4
- „Kill the Gigolo“ (2010)
- Baby Sharks Showdown in Chigger Flats (2011)

## Auszeichnungen (Auswahl)
- Academy Awards 1985: Auszeichnung mit dem Oscar für technische Verdienste

Für die Baby Shark-Reihe:
- Finalist des Anthony Awards 2008
- Finalist für das Buch des Jahres, Foreword Magazine
- Finalist Editors Choice Award, Allbooks Review
- Optioned by Brad Wyman